# نطفة منحنية
نطفة منحنية (الاسم العلمي: Cyrtosperma)، جنس نباتات مُزهرة من فصيلة اللوفية. مرّ الجنس بتغيرات تصنيفية كبيرة في ثمانينيات قرن العشرين، ونتيجة لذلك أصبح الآن متوطنًا فقط في جنوب شرق آسيا وبعض جزر المحيط الهادئ. في السابق، كان يُعتقد أن الجنس منتشر على نطاق واسع من آسيا إلى إفريقيا وأمريكا الجنوبية، ولكن تم نقل الأنواع الأفريقية والأمريكية الجنوبية لاحقًا إلى جنس منفصل.